# Ulrich Andermann
Ulrich Andermann (* 1955 in Bielefeld) ist ein deutscher Historiker.

## Leben
Von 1978 bis 1984 studierte er Geschichtswissenschaft und Philosophie an der Universität Bielefeld (erste Staatsprüfung für das Lehramt (Sek. II)). Nach der Promotion 1988 zum Dr. phil. an der Fakultät für Geschichtswissenschaft und Philosophie der Universität Bielefeld und der Habilitation 1994 im Fachbereich Kultur- und Geowissenschaften der Universität Osnabrück im Fachgebiet Mittelalterliche Geschichte wurde er 1998 außerplanmäßiger Professor. Seit November 2021 ist er ordentliches Mitglied der Historischen Kommission für Westfalen.
Seine Forschungsschwerpunkte sind Rechts- und Strafrechtsgeschichte des Mittelalters, Stiftsforschung (insb. sächsische Kanonissenstifte), Bildungs- und Wissenschaftsgeschichte und Humanismus (v. a. in Norddeutschland).

## Schriften (Auswahl)
- Ritterliche Gewalt und bürgerliche Selbstbehauptung. Untersuchungen zur Kriminalisierung und Bekämpfung des spätmittelalterlichen Raubrittertums am Beispiel norddeutscher Hansestädte. Frankfurt am Main 1991, ISBN 3-631-43831-1.
- Albert Krantz. Wissenschaft und Historiographie um 1500. Weimar 1999, ISBN 3-7400-1103-3.
- Humanismus im Nordwesten. Köln – Niederrhein – Westfalen. Münster 2018, ISBN 3-402-13316-4.
- mit Fred Kaspar: Leben im Reichsstift Herford. Stiftsfrauen, Priester, Vikare und Bürger. Münster 2019, ISBN 3-402-24636-8.